# Pedaliodes suspiro
Pedaliodes suspiro är en fjärilsart som beskrevs av Adams och Bernard 1979. Pedaliodes suspiro ingår i släktet Pedaliodes och familjen praktfjärilar. Inga underarter finns listade i Catalogue of Life.